# Žižkovo náměstí (Tábor)
Žižkovo náměstí je veřejné prostranství, nacházející se v centru historického města Tábora, v jižních Čechách, v městské památkové rezervaci (výnos MŠK čj. 36.568/61-V/2). Současně je centrem Starého Města, jehož jádro bylo vyhlášeno národní kulturní památkou v roce 1962 (č. 251/1962 Sb.), jako v jediném městě v té době v ČSSR. Je situováno na nejvyšším místě táborského ostrohu (návrší), ve výšce 60 metrů nad údolím řeky Lužnice, takže již z dálky je vidět jeho nejvyšší stavbu, pozdně gotický děkanský kostel Proměnění Páně z roku 1512 a starou radnici, jejíž výstavba začala na konci 15. stol.

Okolí náměstí je protkáno hustou sítí křivolakých uliček, skoro v každé z nich lze nalézt památkově chráněný dům. Většinou jde o renesanční památky, především o řadu měšťanských domů (cca 153 nemovitostí, z toho v soukromém vlastnictví 60 %, ve vlastnictví obce 32 %), s jejich charakteristickými prvky (obloučkovými štíty, freskami, sgrafity).

## Popis

### Historie
Náměstí se do roku 1878 nazývalo Ring – rynek. V roce 1880 se stal rynek Hlavním náměstím. V roce 1918 bylo přejmenováno na náměstí Československé republiky (někdy jen Republiky). K poslední změně došlo v letech 1924–1925, kdy náměstí získalo svůj dnešní název – Žižkovo (za 2. světové války Žižka Platz).
Půdorysně má náměstí tvar kosočtverce, na pozemku p.č. 5772, o výměře 9279 m². Před Škochovým domem je vyskládán v dlažbě půdorys náměstí s prohlídkovou trasou středověkým podzemím.
Po jeho obvodu se nachází řada významných historických a památkově chráněných budov, např. pozdně gotický Ctiborův dům z roku 1597, ve kterém se nachází matrika, dům U Lichviců s restaurací Besedou a další. Uprostřed náměstí je památná kašna se sochou rytíře (Roland) z roku 1567 a pomník Jana Žižky z Trocnova od Josefa Strachovského z roku 1884. Jediné dva stromy, stojící u děkanského kostela, mají i svá jména. Město Tábor (MěÚ) sídlí v budovách na náměstí v čp. 2, 3, 6 a 11. V budově staré radnice se nachází expozice a galerie (výstavní síně) Husitského muzea v Táboře. V těsném sousedství Žižkova náměstí najdeme táborské divadlo a vodárnu (kulturní památky).

### Architektura
Prostor náměstí byl původně obklopen dřevěnými domky (polozemnice a zemnice), po požárech, kterým podlehla velká část domů kolem náměstí, došlo následně k velké přestavbě. Až do 16. století bylo základním stavebním materiálem dřevo, a tak paradoxně ničivé požáry z let 1525–1559 pomohly dalšímu rozvoji města. Byly důvodem ke kamenné přestavbě, a často i k uplatnění nových architektonických prvků.
Tehdy se Tábor definitivně změnil v kamenné město a fasády měšťanských domů pokryly četné variace sgrafitové výzdoby, tolik typické pro renesanci. Tábor začal nabývat rysů opravdového města a formoval se do urbanisticky významné podoby, jakou známe dnes. Kolem náměstí stojí architektonicky cenné měšťanské domy, pozdně gotická a renesanční výstavba, barokní i rokoková. Detailní informace o jednotlivých domech lze nalézt v propagačních materiálech v Infocentru.

### Táborská síť sklepení
Pod náměstím se nachází soubor podzemních prostor, propojených chodeb a sklepů (ÚSKP 1008, 29112/3-4525). Rozsáhlá síť sklepů (tzv. „lochů“) je z 15. a 16. stol., byla vyhloubena ve skalním podloží, někdy v hloubce až 16 metrů, mnohde ve třech podzemních patrech. Řadí se mezi technické památky pozdního středověku. Některé z nich byly postupně propojeny a vytvořily jakýsi podzemní labyrint; jeho celková délka je asi 14 km. Teplota se zde pohybuje po celý rok kolem 10 °C. Poprvé byly sklepy zpřístupněny veřejnosti v roce 1937 (tehdy šlo o prohlídku několika samostatných sklepů). Stávající prohlídková trasa Husitského muzea vznikala až po 2. světové válce (v roce 1947 dal podnět architekt Vojtěch Kraupner), dnes je dlouhá cca 800 metrů a začíná ve sklepení staré radnice, kde je také umístěno lapidárium. Původně končila v domě U Lichviců (do cca devadesátých let), pak byla trasa zkrácena a vychází se už pod sousedním domem – Ctiborův dům. Dříve sklepy plnily funkci skladovací (potravin i majetku) a obrannou (nepřítel i požáry).

## Stavby na náměstí

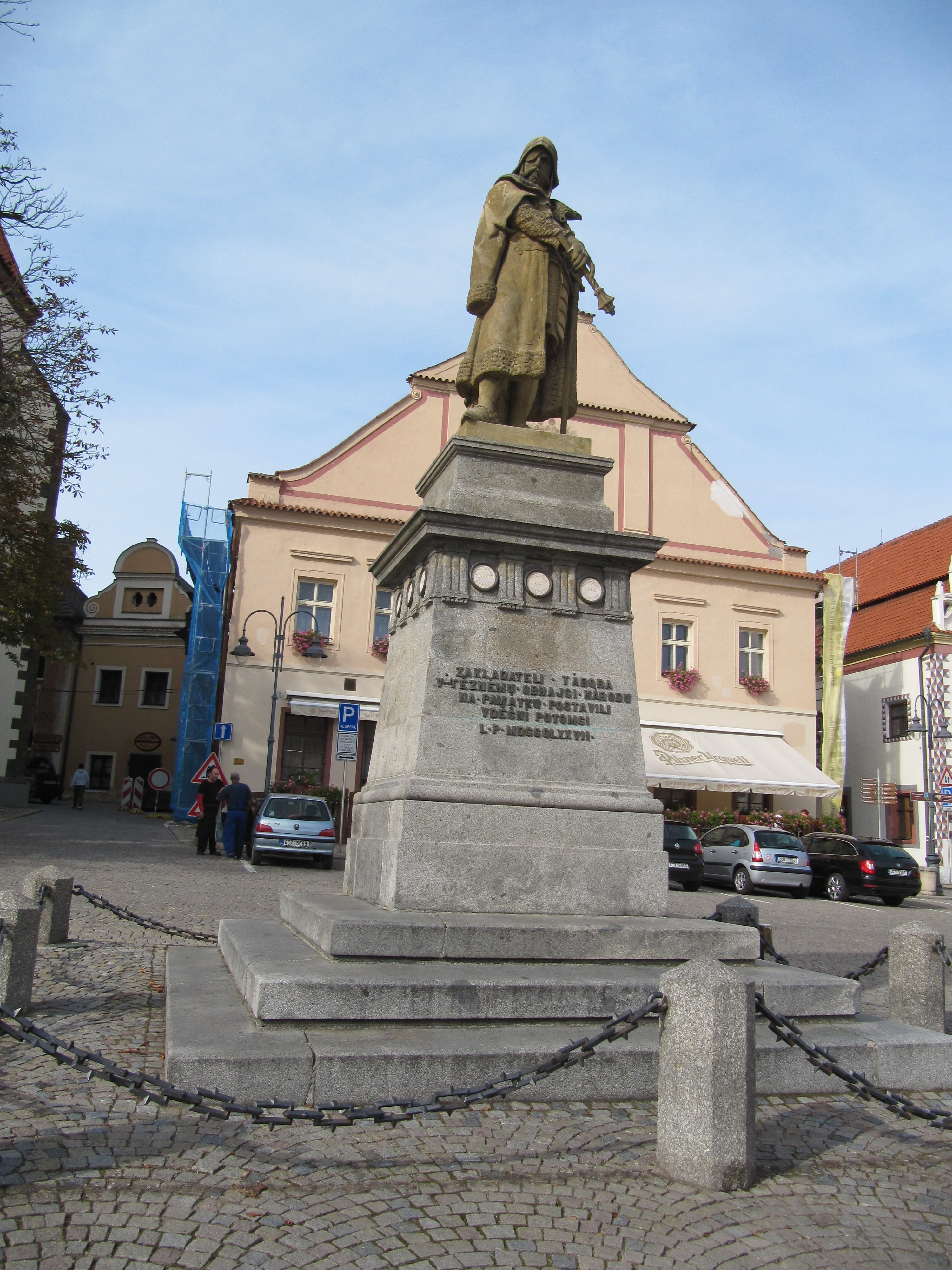
pomník Jana Žižky

### Pomník Jana Žižky z Trocnova
Je kulturní památkou (ÚSKP 27753/3-4649). Nápad na stavbu pochází z roku 1870. Spolek Občanská beseda zadal úkol tehdy 24letému akademickému sochaři Josefu Myslbekovi, jenže jeho práce se opozdila, první návrh nebyl přijat. Model Žižky dokončil až na přelomu let 1876 – 77. Mezitím kameník, který měl vytvořit podstavec, prodal svou dílnu, a slévač, který měl sochu odlít, zkrachoval.
Problém byl vyřešen v roce 1877, sochu, podle Myslbekova druhého návrhu, odlil ve své slévárně František Grün. Ovšem již v polovině roku 1878 se socha začala naklánět, protože slitina nebyla kvalitní. Po snesení pomníku stihl další sochař pouze slepit původní Myslbekův sádrový model a vzápětí zemřel.
Nakonec radní vybrali sochaře Josefa Strachovského, podle jehož návrhu zhotovili nového Žižku v roce 1884 (z hořického pískovce) bratři Ducháčkové. Dubový pařez připomíná pověst o Žižkově narození a úmrtí, k obojímu došlo pod duby.
Žižka byl husitský vojevůdce a hejtman, také geniální válečník a jedna z největších českých osobností.

Na pomníku je nápis: 
Zakladateli Tábora, vítěznému obhájci národu, na památku postavili vděční potomci l.p. MDCCCLXXVII

 Nápis na pomníku navrhl český historik a znalec husitské epochy František Palacký. Na podstavci jsou vyznačena místa Žižkových vítězných bitev.

### Kašna

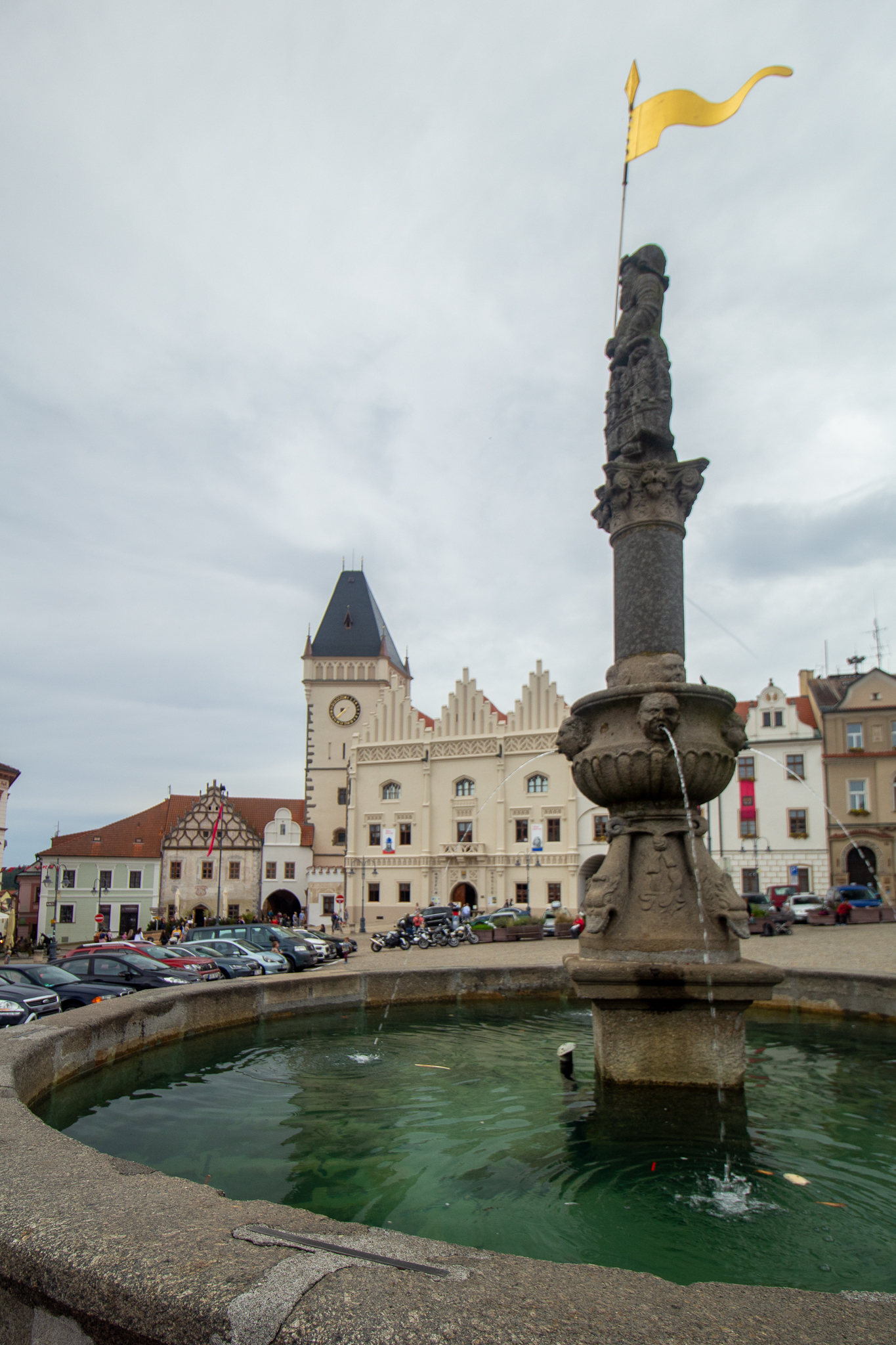
kašna s rytířem

Renesanční kašna byla zhotovena v letech 1567-8, letopočet najdeme na vnější straně kašny (spíše jen po hmatu). Postava s praporkem v ruce, zdobící kašnu, symbolizuje samostatné město a jeho např. hrdelní právo. Rytíř je tedy symbolem městských práv, tzv. Roland. V Táboře ale pro rytíře na kašně existuje několik pojmenování: Roland, Michal Koudela (Koudelka) ze Žitenic (smyšlená postava, v jejímž náručí měl zemřít Žižka u Přibyslavi), Petr Hromádka z Jistebnice a sv. Václav, jak ho pojmenovali poutníci z Borkovických blat.
Pověst také praví, že se rytíř z kašny chodí v noci občerstvovat do šenku v domě U Lichviců, do dnešní Besedy. Původně stávala kašna v SZ rohu náměstí (dle dobové rytiny), pak byla přeložena na dnešní místo. Dříve byl vedle kašny umístěn stojánek s pitnou vodou. Památkově chráněno (ÚSKP 19435/3-4623).

### Kostel s věží
Kostel Proměnění Páně na hoře Tábor je cenný sakrální objekt z období pozdního středověku (kulturní památka ÚSKP 19774/3-4618). Postaven byl na přelomu 15-16. století, nejprve sloužil jako husitský, pak katolický. Je nejstarší stavbou na náměstí a je zasvěcen proměnění Páně na hoře Tábor. V roce 1720 jej císař Karel VI. povýšil na děkanský.
Věž kostela je vyhlídková, vede na ní 200 schodů, cestou se musí podlézt zvon vážící 2,5 tuny. Dříve se výška věže udávala mezi 80–85 metry, dnes (po přeměření) se uvádí 77,8 metrů. Zajímavostí je, že její jižní strana je vyšší než severní, tudíž je šikmá. Až do roku 1956 byl ve věži byt hlásného (zvoníka). Jeho povinností bylo v noci každou čtvrthodinu troubit, také udržovat věž, natahovat hodiny (měly tří závaží, každé z nich vážilo víc než 1q; dnes jsou hodiny řízeny moderním chronometrem, poháněným elektřinou) a hlídat město před požárem. Pokud začalo hořet, zatroubil smluvený signál a začal bít srdcem zvonu v krátkých intervalech o jeho stěnu. Podle místa požáru bil na příslušný zvon: pokud hořelo ve městě, rozezněl "Václava", pokud na předměstí, bil o „Poledník“ (sv. Dominik) a v případě požáru v okolí města rozezvučel „Zadáka.“ Poté, co na jaře 1602 uhodil do věže blesk, věž začala hořet a roztavily se v ní všechny tři zvony.
Prostor před kostelem zdobí sousoší Piety z krypty klášterního kostela Narození Panny Marie a soubor plastik sv. Donáta a sv. Floriána z 18. stol. (ÚSKP 15370/3-4648).
V roce 1854 byly před kostelem vysazeny dva stromy, jírovce maďaly, na počest sňatku císaře Františka Josefa I. a Alžběty Bavorské, po nichž také byly pojmenovány.

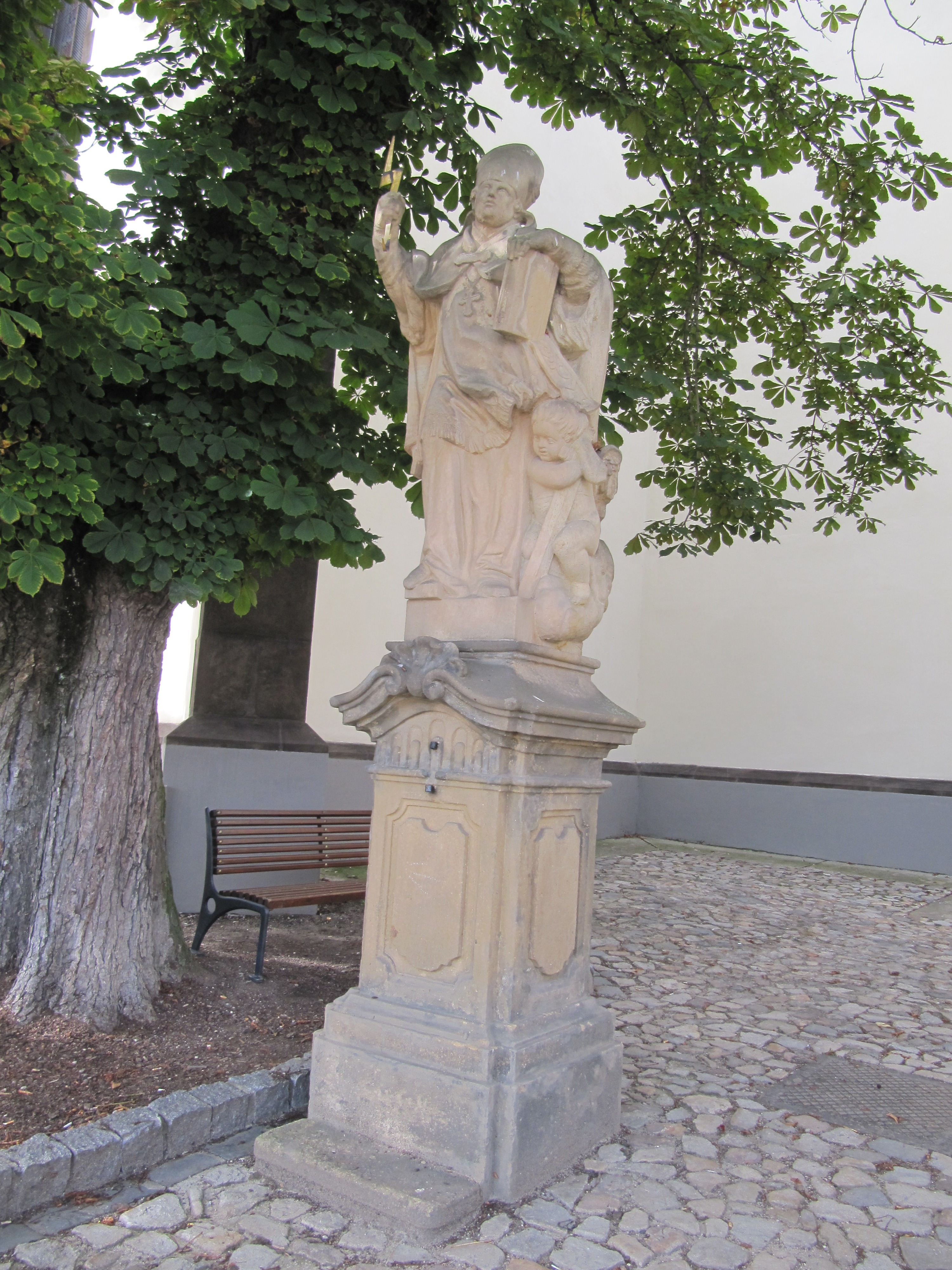
socha sv. Donáta u kostela

### Radnice
Druhým nejstarším objektem na náměstí je Stará radnice. Doba její stavby je spojena s ekonomickým rozmachem města. Na jejím místě stávaly tři polozemnice a později rychta.
Na přelomu 15-16. stol. byl v jejím patře vybudován druhý největší gotický sál v České republice (po Vladislavském sále Pražského hradu), jenž sloužil ke shromážděním městské rady i celé obce. Jako rok dokončení radnice se uvádí rok 1521, letopočet je zaznamenán u schodiště do gotického sálu. Radniční palác byl ozdoben opukovým znakem města s podobiznami Jana Žižky, Prokopa Holého, Jana Husa, Jeronýma Pražského a adamitů, připomínající husitskou minulost. Po druhé světové válce zde sídlí muzeum, je tu vstup do táborského podzemí.

Před radnicí se nachází dva ze souboru tří památkově chráněných kamenných stolců, třetí v původní poloze u čp. 6 (ÚSKP 18566/3-4526).

### Domy
čp.1 – Stará táborská radnice (ÚSKP 11807/3-4532) je jedna z nejvýznamnějších památek pozdní gotiky v českých městech. Byla vyhlášena národní kulturní památkou (ÚSKP 122). Postavena byla kolem roku 1521 na místě tří měšťanských domů, dnes má pozemek rozlohu 960 m², je zde vstup do sítě podzemních chodeb, Husitské muzeum s interaktivní expozicí Husité, unikátní gotický sál a galerie.

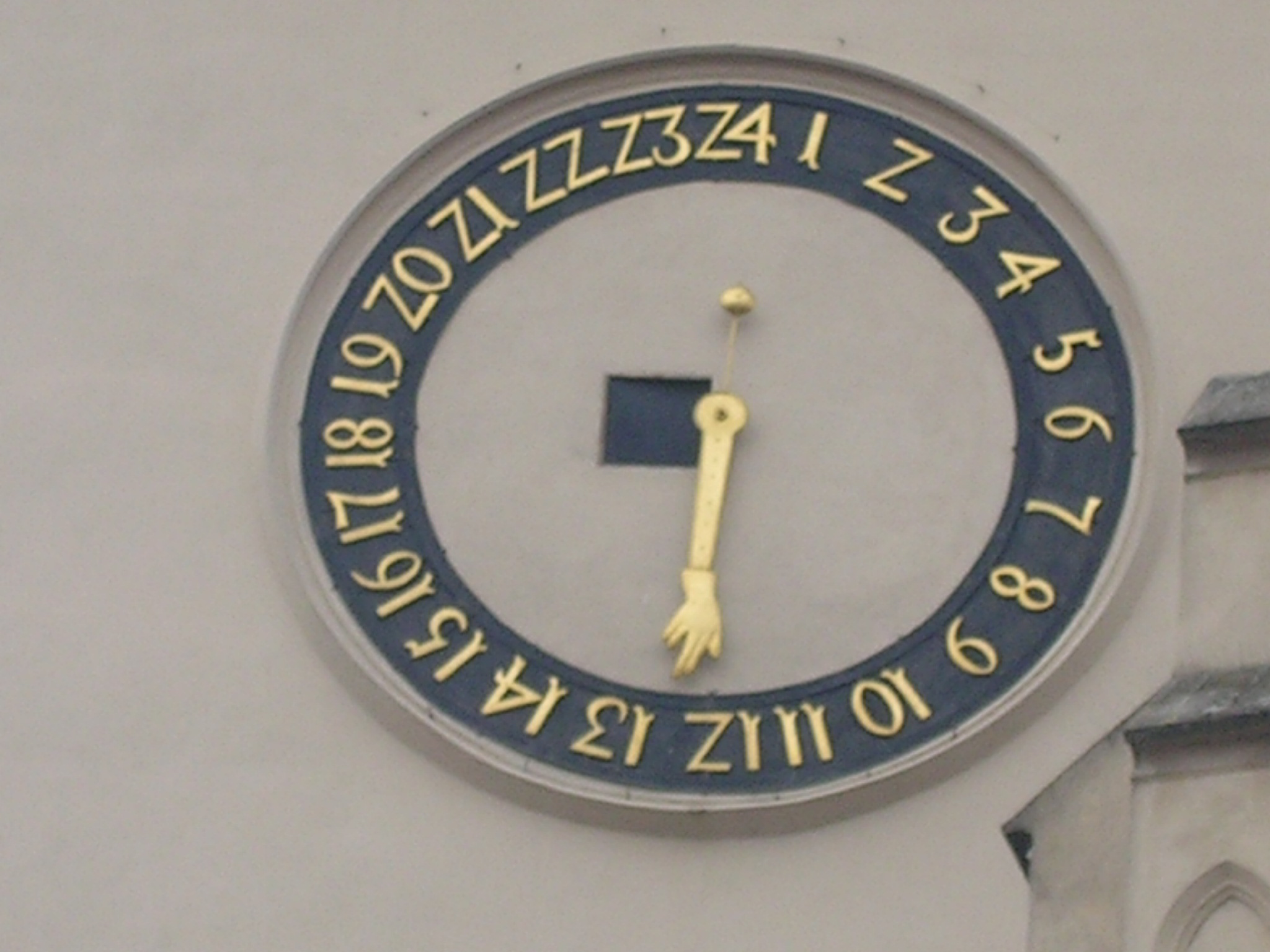
orloj na věži staré radnice

Radniční věž – s hodinami – orlojem (ciferník s jednou ručičkou se běžně označuje jako orloj), které byly původně umístěny na kostele, pak na radnici a teď jsou na věži. K úpatí věže přiléhá malý domek s cimbuřím, pův. čp.23, sestávající pouze z jedné místnosti, která byla vždy jen obchodem.
čp. 2 – Na tomto místě stály původně dva gotické domy z 1. pol. 15. stol., kolem roku 1500 spojené, překlenutím mezi nimi vznikl průjezd. Po roce 1567 byly probourány dveře, spojující domy čp.1 a čp.2, což zavdalo příčinu pro následné spory o oprávněnosti tyto dveře zamykat. Díky průchodu mezi oběma objekty sloužil druhý dům také k ubytování významných návštěv, např. císaře Josefa I. v roce 1703, císařovny Alžběty Kristýny, manželky císaře Karla VI., která tu nocovala při svých cestách do Karlových Varů v letech kolem roku 1721. Již dříve, v roce 1437 dostalo město od římského císaře a českého krále Zikmunda Lucemburského privilegium, jež Táboru udělovalo statut královského města. Dnes dům stojí na pozemku o rozloze 360 m², je zde Infocentrum, dům je kulturní památkou (ÚSKP 25713/3-5311).
čp. 3 a 4 – Dnešní dům stojí na dvou parcelách, t.č. o výměře 516 m². Vlastníci domu se střídali, chátrající stavbu přestavěla až Městská spořitelna. Zajímavý je kamenný vstupní portál, najdeme na něm symboly obchodu, strojírenství, literatury, uprostřed úl – znak spořitelny, a dále symbol stavitelství, řemesla a zemědělství. Dnes zde sídlí MěÚ Tábor.
čp. 5 – Měšťanský dům U Lichviců (Lichvický dům), z roku 1438, kde je v současnosti vyhledávaná školní restaurace Beseda a Muzeum piva s minipivovarem. Dům je kulturní památkou (ÚSKP 45060/3-4533).

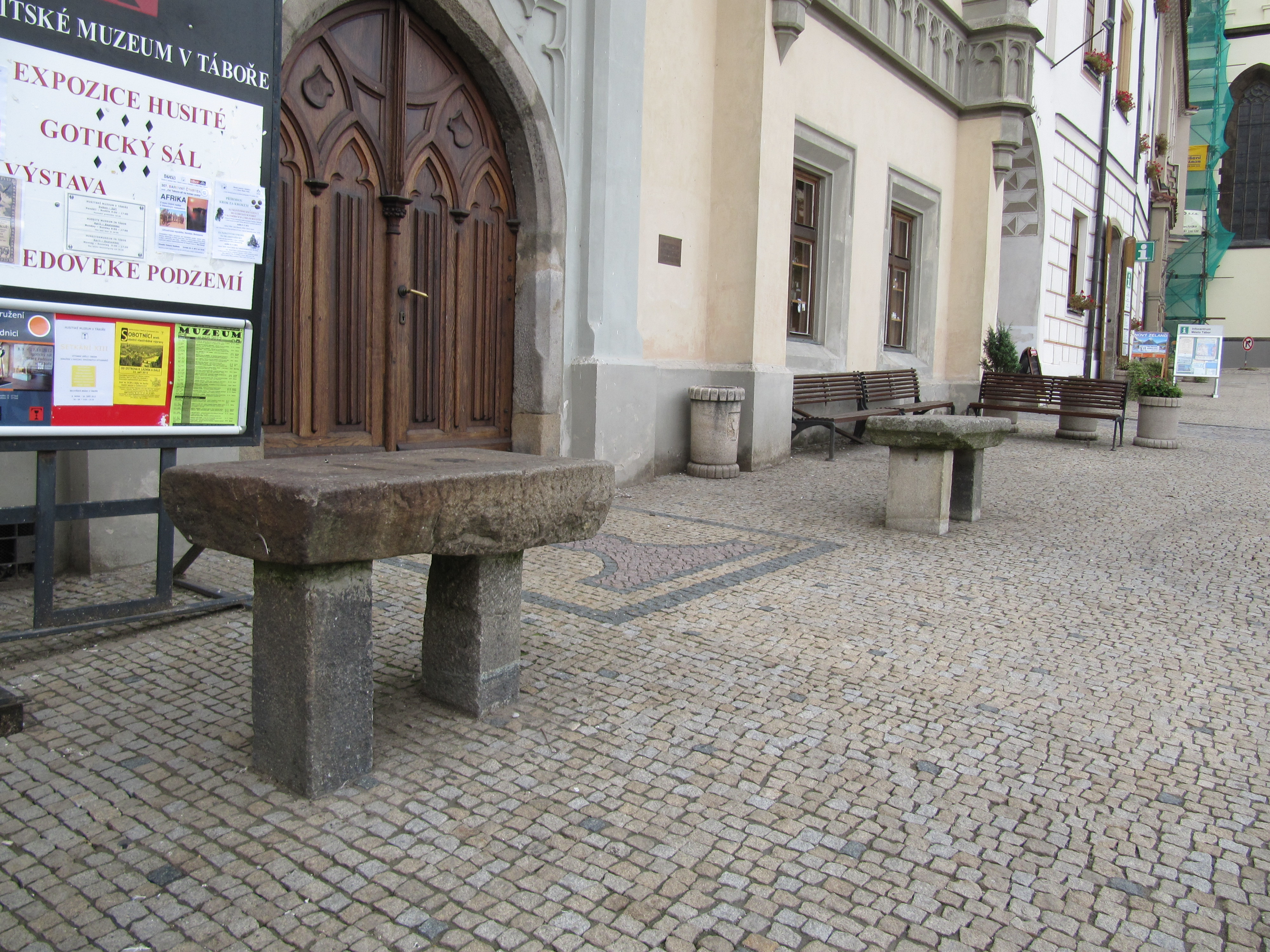
kamenný stolec

čp. 6 – Ctiborův dům, kde je dnes matrika, obřadní síň a východ podzemní prohlídkové trasy. Kulturní památka rejst. č. ÚSKP 26075/3-4535.
čp. 7 a 8 – Oba domy byly po 150 let spojené, byla tu lékárna, právní kancelář, státní zastupitelství, knihtiskárna. Dvouposchoďový dům z roku 1898 (ÚSKP 47268/3-4536) má jednoduché průčelí s neorenesančními motivy. Přízemí domu je zdobené pásovou bosáží zakončenou patrovou římsou. Nároží domu jsou zdobena lizénami, kolem oken jsou profilované štukové šambrány, v 2.patře s uchy, v 1.patře s nadokenní římsou a štukovanou parapetní výplní ve tvaru vykrajovaného obdélníku. Dnes je čp. 7 ve vlastnictví města, čp. 8 v soukromém vlastnictví, je zde indická restaurace.

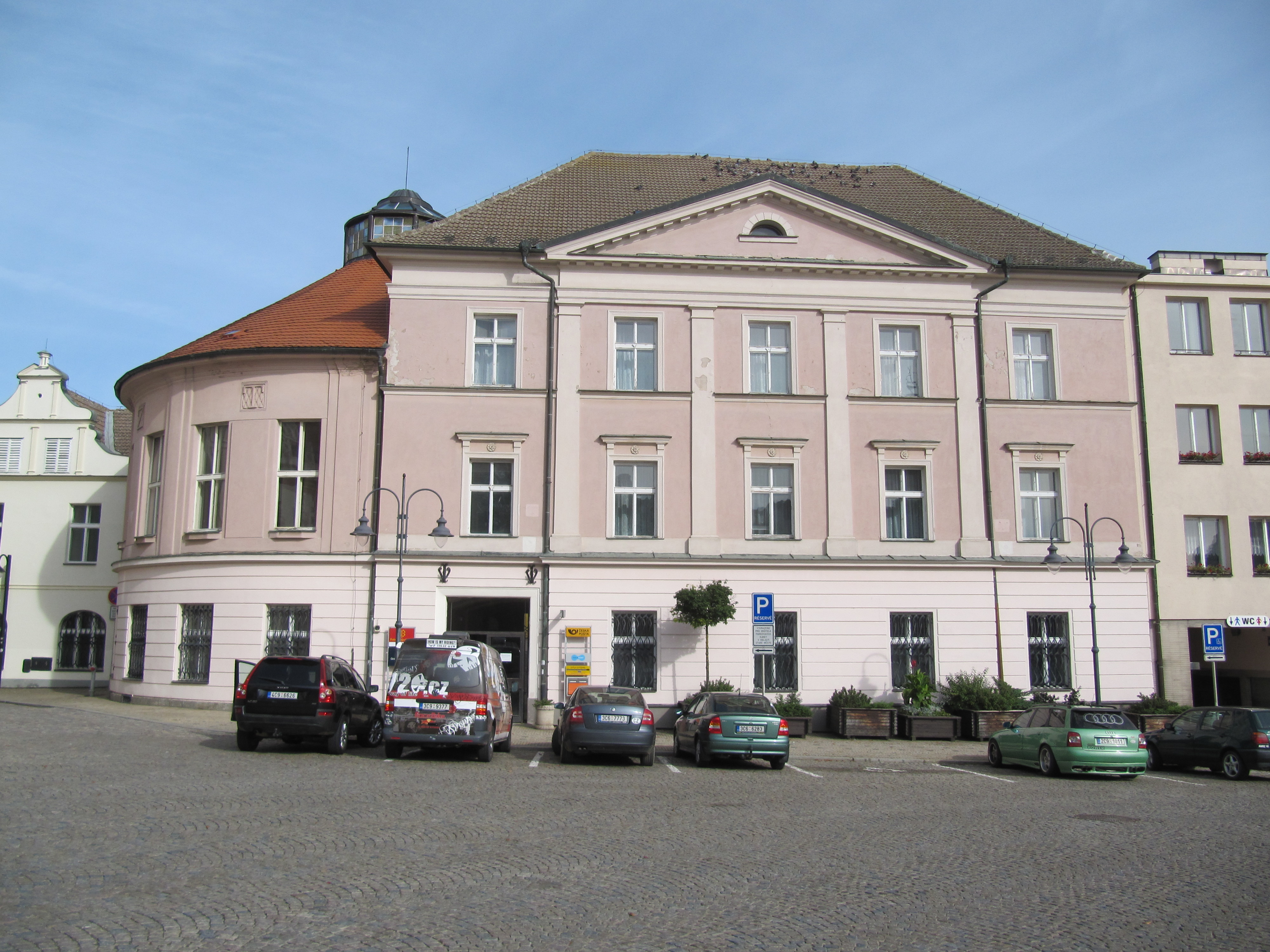
pošta

čp. 9 a 10 – Dům, dnešní sídlo Pošty Tábor 1, v sobě zahrnuje tři spojené domy. Do současné empírově klasicistní podoby přestavěn v roce 1840, byla tu knihtiskárna, záložna, od roku 1879 pošta a telegrafní úřad. Nad okny patrná písmena OZT znamenají zkratku - Občanská záložna Tábor. Rohová půlkruhová stavba byla do současné podoby přestavěna v roce 1910. Dům je ve vlastnictví státu, právo hospodaření má pošta.
čp. 11 – Dnes objekt vlastní město, sídlí zde Policie a MěÚ – dům, stojící na parcele tří domů, průjezd je tzv. Krokevní ulička. V roce 1835-37 proběhla výstavba nového Krajského domu, ještě s železným orlem, znakem habsburského mocnářství nad vchodem. Dnešní podoba je z 30. let 20. století, stavba finančního úřadu. Nad vchodem malý znak ČR.
čp. 12 – Nárožní jednopatrový dům (ÚSKP 36682/3-4537), v exponované poloze sevření dvou ulic – Pražské a Střelnické; je krytý sedlovou střechou, s hlavním hřebenem kolmým na hlavní průčelí orientované do náměstí. Dvoubarevné hlavní severozápadní průčelí je dvouosé, s vysokým trojúhelným štítem (s jedním středovým oknem), složité siluety datované letopočtem na štítu (1803). Tmavší barevný odstín je řešen v hrubé omítce. V hlavním průčelí v přízemí dvojice kamenných portálů. V jednom z portálů je umístěn hlavní vstup. Průčelí je složitě dekorováno (páskové a rostlinné ornamenty) v mělkém reliéfu. Štít ukončuje segmentová římsa s vodorovnými úseky, se subtilním plechovým znakem “zlatého slunce” na tenkém sloupku. Dnes v soukromém vlastnictví, je zde cukrárna.
čp.13 – Měšťanský dům (ÚSKP 15442/3-4538) na JV rohu Žižkova náměstí, v ústí Pražské ulice. Dům vznikl počátkem 17. století spojením dvou pozdně gotických domů, původně nestejné velikosti. Mimo zpráv o změnách je zpráva z roku 1703 o stavební proměně, kdy si majitel stěžuje, že soused přestavil střechu svého domu a odtok vody obrátil na něj.
Fasáda domu je řešena dvoubarevně. Severní průčelí vrcholí dvěma raně barokními štíty nad nízkou průběžnou atikou s římsou a s řadou svislých plastických lizén. Štíty jsou po stranách členěny pilastry, s přidanými volutovými křídly. Vpadlé plochy středních částí štítů jsou vykrojeny čtyřlistými otvory. Štíty jsou zakončeny segmentovými frontony s kuželkami a piniovými šiškami na vrcholu. Mezi okny hlavního průčelí je výklenek s mušlovitou konchou se soškou Panny Marie, v patře na nároží v nice je socha sv. Jana Nepomuckého. Dnes v soukromém vlastnictví, je zde penzion.
čp.16 – Dům gotického původu byl roku 1613 přestavěn do dnešní podoby. Jedná se o řadovou, jednopatrovou budovu, severním průčelím orientovanou do Žižkova náměstí. Hostinec U Zlatého lva přetrval do současnosti. Dům je kulturní památkou (ÚSKP 31362/3-4539), je v soukromém vlastnictví.

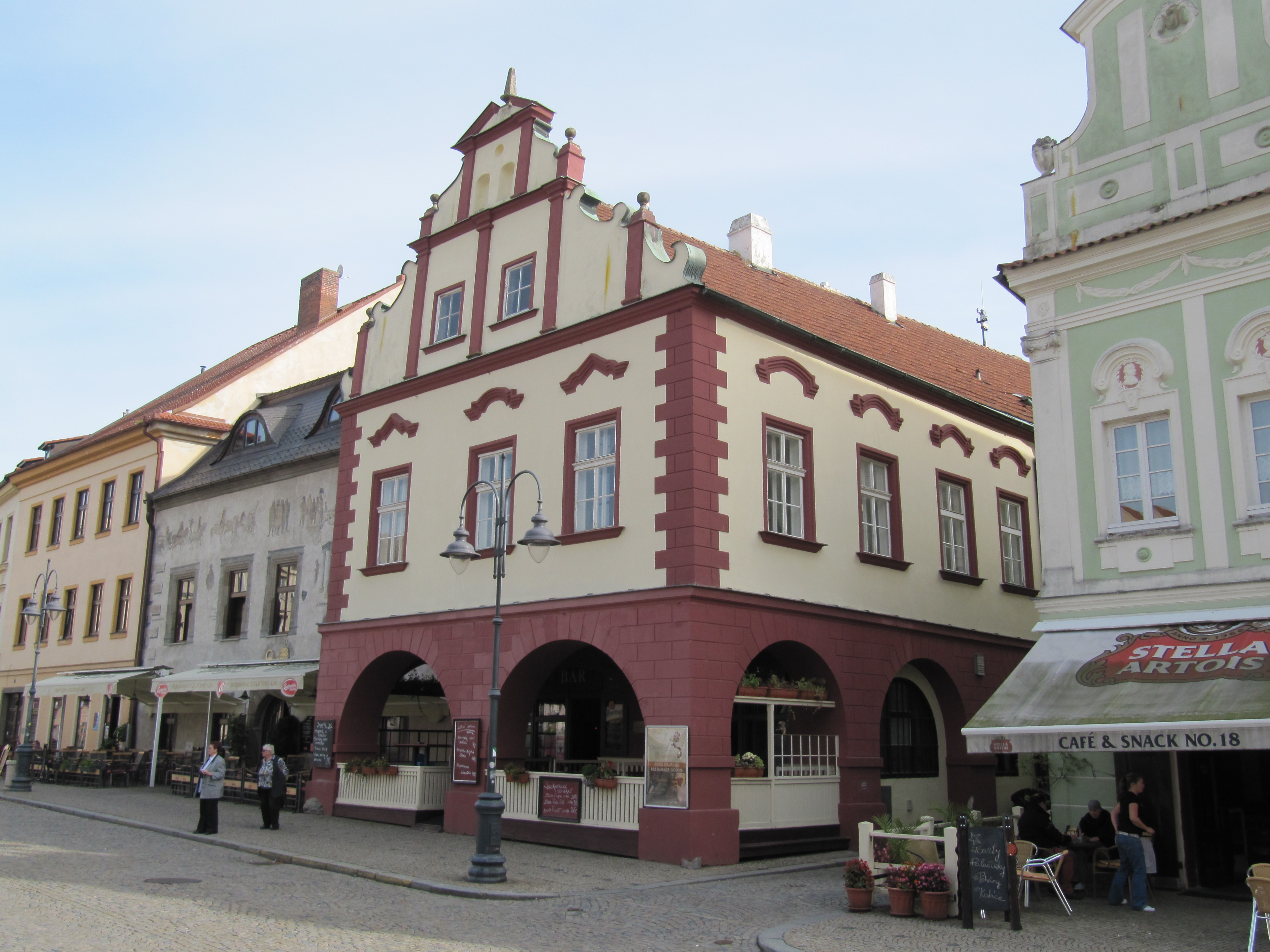
dům čp. 17 s podloubím

čp. 17 – Měšťanský dům je v soukromém vlastnictví, je kulturní památkou (ÚSKP 18403/3-4540) a jako jediný vystupuje z hlavní fronty domů podloubím, které mělo být již na začátku 17. stol. zbořeno, údajně hyzdilo město. Při rekonstrukci 1613 byl poškozen sousední dům, došlo k soudní rozepři, stavba však pokračovala a průčelí dokončeno roku 1614. Stavebník získal část pozemku do náměstí, místo pod podloubím však patřilo obci a obec vybírala z místa poplatek.
Fasáda je řešena dvoubarevně. Západní je rozdělena výrazným ustoupením na dvě části, s výrazným plastickým a s barevným řešením. V přízemí domu jsou ve vystupující části celkem čtyři oblouky podloubí na masivních hranolových pilířích. Pozoruhodné je klasicistní severní průčelí s dvouetážovým štítem s rozeklaně zvlněným obrysem.
čp. 18 – Nárožní dům Žižkovo nám. 18 je klasicistní měšťanský dům gotického původu, přestavěný v roce 1798. Je kulturní památkou (ÚSKP 39950/3-4541) a je ve vlastnictví města.
čp.19 – Architektonicky hodnotný dům je kulturní památkou (ÚSKP 27950/3-4534), je pozdně gotický, s pozdějšími úpravami. Velmi zajímavé je řešení fasády s třípatrovým obloučkovým štítem táborského typu a odsazeným západním křídlem s průjezdem. Fasády orientované do náměstí jsou pokryté sgrafitovou rustikou, v přízemí v hlavním průčelí kolem západněji položeného obloukového otvoru je dekorativně, sgrafitovou technikou vytvořený portál se supraportou, s rohovými výplněmi s andělíčky. Při SZ rohu severní fasády u průjezdu pás s dekorativním sgrafitem. Dům je v soukromém vlastnictví.
čp. 22 – Škochův dům (ÚSKP 17440/3-4542) dostal jméno podle kupce Škocha, který zde provozoval na počátku 20. století živnost. Patrně nejstarší dům v centru města byl vybudován s použitím původního zdiva roku 1536. Fasáda do Žižkova náměstí patří mezi nejhodnotnější – zejména složitým štítem a freskami na fasádě. Historicky hodnotné klenby v celém domě, nejhodnotnější je soustava čtyř křížových kleneb s hřebínky na střední kamenný pilíř v mázhausu. Ve sklepě je několik gotických kamenných valených kleneb.
Průjezd tvoří typický prvek Starého Města, nazývá se kominický, údajně podle profese dalšího majitele (kominíka). Dnes je dům v soukromém vlastnictví.
Na chodníku před Škochovým domem je v dlažbě z jinobarevných dlažebních kostek vyskládán půdorys táborského náměstí s trasou táborského podzemí.

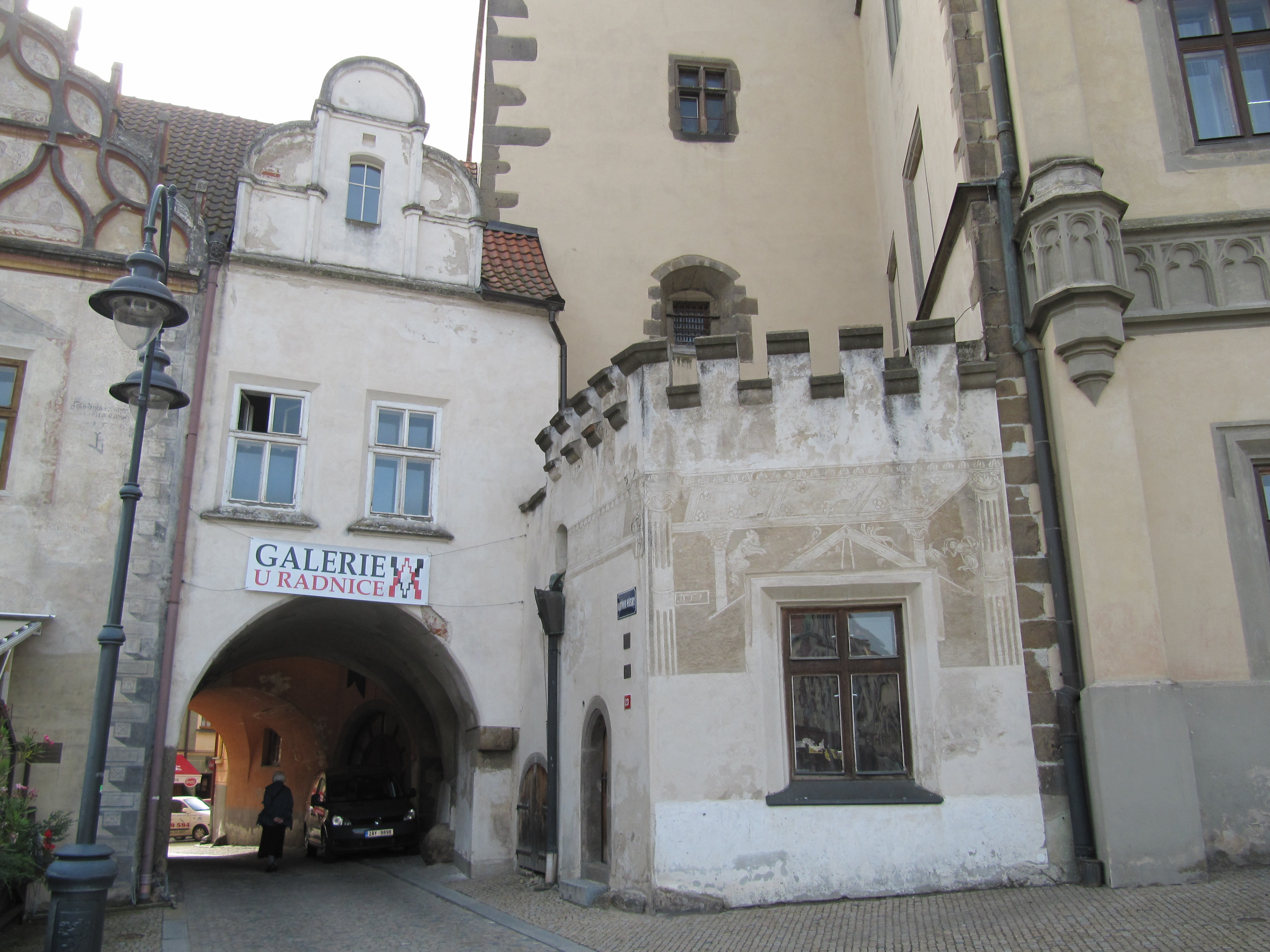
nejmenší dům, čp. 23

čp.23 – Dům je přízemní (ÚSKP 32011/3-5305), pozemkem o výměře 36 m² vklíněný mezi věž a hlavní budovu radnice, je zakončený novodobým cimbuřím. Na fasádě jsou fragmenty ornamentálního sgrafita. Dům (jediná místnost – obchod) byl původně součástí sousedního domu čp.22, v roce 1992 jej koupilo Město Tábor a stal se součástí domu čp.1.

## Současnost

### Kultura
Některé historické podoby Žižkova náměstí a jeho proměn jsou představeny na výstavě fotografií táborského ateliéru Šechtlových v Muzeu piva v domě U Lichviců.
Pro Tábor je důležitý nejen Žižka, ale i Husovy myšlenky, včetně přesvědčení o svobodě lidské osobnosti a svobodě vyznání, sny o spravedlivé společnosti. I proto se možná do Tábora, na Žižkovo náměstí, po 600 letech vrátily husitské kádě, aby se stejně jako v roce 1420 staly symbolem solidarity a pospolitosti. Tentokrát v boji proti koronaviru.
Město Tábor připravuje řadu kulturních akcí, velká část z nich probíhá na náměstí, pod širým nebem, v romantických kulisách Starého Města. Nejnavštěvovanějšími jsou např.: Táborská setkání – mezinárodní historický festival, Léto na stánku, Trhy, Vinný košt, Festival jeden svět, Kinematograf a mnohé další, včetně stavby tradičního vánočního stromu.
Spolek Naše historie věnoval městu Tábor k 600. výročí jeho založení virtuální model nejen náměstí; dar převzal starosta Štěpán Pavlík. „Je to velká věc. Samozřejmě jsou v dnešní době důležitější priority, ale vidím v tom určitou pozitivní zprávu, něco pěkného, co si lidé mohou v klidu domova prohlížet a poznat kus historie,“ řekl.

### Kulturní památka
Žižkovo náměstí je součástí památkové rezervace (rejst. č. ÚSKP 1008). Stavem všech kulturních památek a kontrolou jejich užívání se zabývá odbor rozvoje MÚ Tábor, který také zajišťuje státní správu na úseku památkové péče a řeší většinu otázek, týkajících se památek i památkově chráněného území. Město Tábor je také od roku 1993 aktivně zapojeno do Programu regenerace městských památkových rezervací (MPR) a městských památkových zón (MPZ).
Současnost se zde prolíná s minulostí, s historickou atmosférou jeho ulic a staveb. I proto je Tábor, včetně Žižkova náměstí, označován za jedno z nejmalebnějších měst v České republice.